# Anarquismo independentista

Versión anarquista de la estelada, la bandera del nacionalismo e independentismo catalán.

El anarquismo independentista o anarcoindependentismo es una tendencia anarquista que propone lograr la independencia de una región determinada y la capacidad de esta de autogobernarse sin necesidad de un gobierno centralizado, a través de la secesión y el federalismo. La idea de ser independentistas, dicen sus partidarios, es esencialmente táctica, ya que su objetivo ideológico no presentaría características originales. Sus detractores dentro del anarquismo sostienen que el anarcoindependentismo es una forma atávica de nacionalismo.
Donde más ha florecido esta corriente ha sido en Bretaña, pues ocupan un espacio importante dentro del movimiento independentista de este territorio.

## Teoría

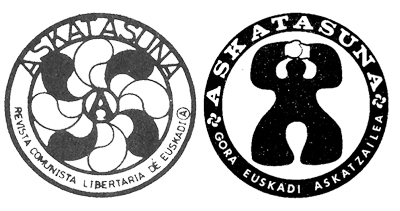
Logotipos de Askatasuna, revista anarcoindependentista del País Vasco, ya desaparecida.

El anarquismo independentista sigue la teoría de la liberación nacional dentro del anarquismo, la cual defiende que la nación, al ser un vínculo cultural entre distintos individuos es una realidad, no como lo puede ser el estado. El movimiento de liberación nacional pretende abolir el estado pero a su vez reconocer las naciones oprimidas que lo componen.

## Organizaciones y personalidades
- Algunos referentes del anarcoindependentismo (Europa):
  - Askatasuna, extinta revista y corriente de opinión vasca dentro de la CNT.
  - Coordinación Bretaña Independiente y Libertaria, federación de grupos libertarios de Bretaña.
  - Émile Masson, escritor y anarquista bretón.
  - Federico Krutwig, político, lingüista y escritor vasco, vinculado a ETA en los principios de la existencia de esta.
  - Félix Likiniano, anarquista vasco, creador del símbolo de ETA.
  - Negres Tempestes, colectivo libertario de los llamados Países Catalanes (Cataluña, islas Baleares y Comunidad Valenciana, entre otros territorios).
  - Secundino Delgado, anarquista considerado el padre del nacionalismo canario.
  - Pablo Sastre, escritor.
  - Enric Duran, impulsor de la nueva Revolución Integral, la Cooperativa Integral Catalana, la CNT del siglo XXI y el FairCoop.